# Чернев (Брагинский район)
Чернев (бел. Чэрнеў) — упразднённая деревня в Храковичском сельсовете Брагинского района Гомельской области Беларуси.

## География

### Расположение
В 30 км на юг от Брагина, 11 км от железнодорожной станции Иолча (на линии Овруч — Полтава), 149 км от Гомеля.

## Транспортная сеть
Рядом автодорога Комарин — Брагин.
Планировка состояла из короткой прямолинейной широтной улицы с переулком, застроенных деревянными домами усадебного типа. В связи с высокой радиационной загрязнённостью все постройки снесены и захоронены под слоем земли.

## История
Обнаруженное археологами городище раннего железного века и ранне-феодального времени (в 1,5 км на юго-запад от деревни) свидетельствует про заселение этих мест с давних времён. По письменным источникам известна с начала XIX века. В 1811 году упомянута как хутор в Речицком уезде Минской губернии, владение Ракицких. В 1834 году владение Трипольской. В 1908 году в Савицкой волости Речицкого уезда.
В 1930 году организован колхоз. В 1959 году входила в состав совхоза «Брагинский» (центр — деревня Выгребная слобода).
С 2005 года исключена из данных по учёту административно-территориальных и территориальных единиц.

## Население
После катастрофы на Чернобыльской АЭС и радиационного загрязнения жители (32 семьи) переселены в 1986 году в чистые места.

### Численность
- 1986 год — жители (32 семьи) переселены

### Динамика
- 1834 год — 8 дворов
- 1897 год — 16 дворов, 132 жителя (согласно переписи)
- 1908 год — 24 двора, 202 жителя
- 1959 год — 181 житель (согласно переписи)
- 1986 год — жители (32 семьи) переселены